# 田中宏史
田中 宏史（たなか ひろふみ、1974年12月6日 - ）は、日本テレビホールディングス・日本テレビ放送網コンテンツ戦略局長。『行列のできる法律相談所』『月曜から夜ふかし』『人生が変わる1分間の深イイ話』『しゃべくり007』『有吉反省会』など、日本テレビのヒットバラエティを手がけたことで知られる。

## 人物
愛知県名古屋市出身。幼少期にはテレビアニメ『バビル2世』の再放送や『スーパー戦隊シリーズ』などを見て育ったという。早稲田大学を卒業後、1998年に日本テレビに入社。入社当初は営業局勤務であったが、7年後に制作部門へ異動。吉田真の下でアシスタントディレクターを務めた後、2004年にバラエティ番組のディレクターになった。
2006年7月にプロデューサーに昇格する。梅原幹、鈴木雅人、松岡至、菅賢治の下でバラエティ番組を制作していた。2012年6月1日に制作局主任に就任。2013年6月1日から制作局チーフプロデューサーに昇格する。主に自身がプロデュースしている番組を引き続き担当している。また2014年5月まで一部番組は、藤井淳や福田博之チーフプロデューサーと共に担当していた。なお特番では伊東修や道坂忠久チーフプロデューサーと共に担当することもあった。
2016年6月付で編成局編成部担当部長に就任するとともに、制作局主任と担当している番組を離れ、道坂忠久、松岡至、伊東修チーフプロデューサーに引き継いだ。2019年6月1日付で編成局編成部長に就任。2021年12月1日付で情報・制作局制作部長。2022年6月1日付でコンテンツ制作局制作部長兼ドラマ担当チーフプロデューサー兼Hulu非常勤取締役。2022年12月1日付でコンテンツ制作局担当局次長兼ドラマ担当チーフプロデューサー。
2024年6月1日付で森實陽三（同日付で日本テレビ執行役員コンテンツ制作局長に就任予定）の後任として、日本テレビホールディングス・日本テレビコンテンツ戦略局長に就任。担当していた番組は道坂忠久チーフプロデューサーに引き継ぎ、現職。
既婚。2人の娘と1匹の犬の父親でもある。

## 担当番組

### 現在
- 24時間テレビ47 愛は地球を救うのか?（制作）

### 過去

#### レギュラー番組
- 落下女
- 恋愛部活
- カートゥンKAT-TUN
- LQ〜女をアゲる30分〜
- 3人協力クイズ!シャムロック
- 誰も知らない泣ける歌
- 5MEN旅（企画兼任）
- TOKYOヒットガール
- 東京エトワール音楽院
- なら婚
- 芸人報道
- マツコとマツコ
- 変ラボ
- 嵐にしやがれ
- マツコ会議
- 有吉反省会
- ニノさん
- 行列のできる法律相談所
- 月曜から夜ふかし
- 人生が変わる1分間の深イイ話
- しゃべくり007
- 悪女（わる）
〜働くのがカッコ悪いなんて誰が言った?〜
- 家庭教師のトラコ（石尾純CPと共同）
- 祈りのカルテ 研修医の謎解き診察記録
- invert 城塚翡翠 倒叙集（石尾純CPと共同）
- 大病院占拠
  - 新空港占拠
- Dr.チョコレート
- 最高の教師 1年後、私は生徒に■された
- 花咲舞が黙ってない
- 街並み照らすヤツら
- 孤食ロボット（制作）
- パンドラの果実〜科学犯罪捜査ファイル（制作）
- 女神のマルシェ（制作）
- 東野・岡村の旅猿 プライベートでごめんなさい…（制作）

#### スペシャル番組
- 東京タワー 〜オカンとボクと、時々、オトン〜
- 輝け!2005年お笑いネタのグランプリ（S1スタジオコーディネート）
- 大笑点（2007年）
- 幹事さまぁ〜ず 女だらけの大新年会(生)アイドルいちご祭り2008
- 超人劇場
- マイノリティ・リポート
- 謎を解け!まさかのミステリー
- 芸能人ウワサの美人妻&イケメン夫
- 人間分類バラエティー THE カテゴライザー
- 大人気店でドッキリ!!ありえない商品 売れる?!売れない?!
- スター☆ドラフト会議
- 世界1のSHOWタイム〜ギャラを決めるのはアナタ〜
- 明石家さんまの転職DE天職
- 誰も知らない 明石家さんま
- 大人のケンカ
- ビックリしちゃった新記録
- 3日間 人間の活動の限界SP
- 真夜中の保健室
- 女芸人! 春の決起集会2016
- 行列のできる芸能人通販王決定戦
- 超準備TV
- 怪盗100面相
- THE MUSIC DAY 音楽は太陽だ。
- うわっ!ダマされた大賞
- 24時間テレビ 「愛は地球を救う」
- 関ジャニ特命捜査班7係
- 日テレ系人気番組No.1決定戦
- 日テレ系音楽の祭典 ベストアーティスト
- 成功の遺伝史
- 日村&小峠のマニアックデート（制作）
- エンタの神様（ディレクター→一時離脱→制作）
- はじめまして!一番遠い親戚さん（制作）
- 世界の年収400マン（制作、中京テレビ制作）

## 同期入社
- 鈴木崇司
- 町田浩徳
- 柴田倫世（松坂大輔夫人）
- 延友陽子